# كلير مارتن (كاتبة)
كلير مارتن (بالإنجليزية: Claire Martin)‏‏ (18 أبريل 1914 في مدينة كيبك - 18 يونيو 2014 في كيبك) كاتِبة، وروائية من كندا.

## الجوائز
- شريك وسام كندا
- نيشان كيبيك الوطني من رتبة ضابط[11]
- الجائزة الأدبية للحاكم العام  [لغات أخرى]‏
- زمالة الجمعية الملكية الكندية